# 補聴器の日
補聴器の日（ほちょうきのひ）とは、1999年に有限責任中間法人日本補聴器販売店協会と有限責任中間法人日本補聴器工業会が制定した記念日。毎年6月6日。
6を2つ向かい合わせにすると耳の形に見えることから。また、耳に補聴器を装用すると、聞こえの弱った耳（3月3日）にさらに補聴器という聞こえを補うもう一つの耳を付けることから、3月3日×2＝6月6日と言う意味合いもある。
- 補聴器の日を中心にして、補聴器が人々の生活の中で身近なものとなるように。
- 補聴器を通して、多くの人々が抱える「聞こえ」についての悩みが、改善されていくように。
- 21世紀に向けて新しいバリアフリー社会の創造に貢献できるように。

という目的で制定された。